# Édouard Bovet
Édouard Bovet  född 1797 i Fleurier i Neuchâtel, död 1849 var en schweizisk urmakare och grundare av klockföretaget Bovet Fleurier.
Édouard Bovet var son till Jean Frédéric Bovet. Efter att ha avslutat sin lärling som urmakare, flyttade Edouard Bovet och två av hans bröder till London, som då var centrum för urmakeri och klockhandeln 1814.  Han blev skickad till Canton 1818 som klockreparatör. I Canton satte han upp sin verksamhet i samarbete med sina bröder 1822. Företaget som tillverkade exklusiva klockor i Schweiz för export till Kina, blev framgångsrikt. 